# Brest Arena
Die Brest Arena ist eine Multifunktionsarena in der bretonischen Hafenstadt Brest, Département Finistère, im Nordwesten Frankreichs. Die Arena ist die Heimspielstätte des Handballclubs Brest Bretagne Handball.

## Geschichte
Der Baubeginn erfolgte im Juni 2012, die Baukosten betrugen rund 42 Mio. Euro. Die Arena wurde am 13. September 2014 eröffnet. Sie verfügt insgesamt – je nach Veranstaltung – über 600 bis maximal 5500 Plätze und wird vor allem für Sportveranstaltungen und Konzerte genutzt. 
Die Arena war eine von acht Austragungsstätten der Handball-Weltmeisterschaft der Männer 2017 in Frankreich. In ihr fanden alle Spiele des President’s Cup um die Plätze 17 bis 24 statt. Des Weiteren fanden in ihr unter anderem bereits die französischen Tischtennis-Meisterschaften 2016 sowie die Rollstuhl-Tischtennis-Meisterschaften 2016 statt. Im Dezember 2018 war die Arena ebenfalls eine der Spielorte der Handball-Europameisterschaft der Frauen.